# Julia Druzylla (córka Kaliguli)
Julia Druzylla (Iulia Drusilla) (ur. 39 n.e.; zm. 24 stycznia 41 r. n.e.), jedyne dziecko cesarza Kaliguli i jego czwartej, ostatniej żony Cezonii.
Wywód przodków:
| 4. Germanik         |  |             |  |  |                   |
|                     |  | 2. Kaligula |  |  |                   |
| 5. Agrypina Starsza |  |             |  |  |                   |
|                     |  |             |  |  | 1. Julia Druzylla |
| 6. Milonius         |  |             |  |  |                   |
|                     |  | 3. Cezonia  |  |  |                   |
| 7. Wistilia         |  |             |  |  |                   |
|                     |  |             |  |  |                   |

Otrzymała imię po swej ciotce, ulubionej siostrze Kaliguli, Julii Druzylli. Urodzona tuż po ślubie rodziców (według Swetoniusza w sam dzień zaślubin). Kaligula po narodzinach córki zaniósł ją do świątyni Minerwy i kładąc ją na kolanach bogini domagał się, by to ona karmiła i opiekowała się dzieckiem. Gdy Julia trochę podrosła i szczególnie dokuczała innym dzieciom, Kaligula podawał to za dowód, że jest jego dzieckiem. 24 stycznia 41 roku po zabójstwie Kaliguli spiskowcy zamordowali też jego rodzinę. Swetoniusz przekazuje, że Julia Druzylla została roztrzaskana o ścianę.